# Actionloop
Actionloop (Amerikaanse titel: Magnetica, Japanse titel: Shunkan PuzzLoop) is een puzzelspel voor de Nintendo DS.

## Gameplay
Het spel draait om een spiraalvormige glijbaan waarlangs gekleurde knikkers langzaam naar een gat aan het eind rollen. Het doel is om te voorkomen dat de knikkers in het gat verdwijnen.
De speler doet dit door met de stylus knikkers vanaf een lanceerplatform af te vuren op de ketting. Als er drie of meer knikkers met dezelfde kleur naast elkaar liggen dan verdwijnen ze. De overgebleven knikkers blijven langzaam richting de uitgang rollen. Aan de speler de taak om zo snel mogelijk alle knikkers weg te spelen.

## Spelmodes
In Actionloop zijn verschillende spelmodes beschikbaar:
- Challenge
- Quest
- Checkmate
- Multiplayer

## Challenge
Het doel in deze spelvariant is om zo lang mogelijk te overleven. Het spel slaat de 3 beste scores automatisch op.

## Quest
De Quest-mode lijkt erg op de Challenge-mode. Alleen heeft deze stand slechts een beperkt aantal knikkers om weg te spelen. Als dat lukt, dan speelt men het volgende level vrij.
Om het extra interessant te maken heeft ieder level een andere spiraal en zijn er soms meerdere lanceerplatformen aanwezig.

## Checkmate
Checkmate is een echte puzzelstand. De opdracht is hier om met een van tevoren vastgesteld aantal knikkers, alle knikkers op het scherm weg te spelen.
In totaal zijn er 60 van deze puzzels aanwezig.

## Multiplayer
Met één cartridge kunnen twee spelers het draadloos tegen elkaar opnemen. In deze stand zullen ook aanvalsvoorwerpen verschjnen om het de tegenstander extra moeilijk te maken.

## Koppeling met Polarium Advance
Gamers die ook het spel Polarium Advance (ook ontwikkeld door Mitchell Corporation) bezitten, kunnen door beide spellen in de Nintendo DS te stoppen een aantal extra levels unlocken in Polarium Advance.

## Rumble Pak
De Europese versie van Actionloop wordt standaard geleverd met het Rumble Pak. Dit is een klein apparaatje dat in de Gameboy-ingang van de Nintendo DS gestoken kan worden en trillingen veroorzaakt bij bepaalde acties in het spel.